# Celtis petenensis
Celtis petenensis är en hampväxtart som beskrevs av Cyrus Longworth Lundell. Celtis petenensis ingår i släktet Celtis och familjen hampväxter. Inga underarter finns listade i Catalogue of Life.